# Med spöken i lasten
Med spöken i lasten (även Raska sjömän och Det levande spöket). (engelska: The Live Ghost) är en amerikansk komedifilm med Helan och Halvan från 1934 regisserad av Charley Rogers.

## Handling
Helan och Halvan får i uppdrag av en sjökapten att anställa en besättning för sin nästa resa. De lyckas få in besättningen ombord på fartyget, men av misstag hamnar även de ombord på skeppet, som ryktas vara ett "spökskepp".
Samtidigt försvinner en berusad sjöman ombord på skeppet som Helan och Halvan lovat att ta hand om. Det visar sig att han ramlat i vit färg och är vit över hela kroppen. När han kommer tillbaka tror Helan och Halvan att det är ett spöke.

## Om filmen
Ursprungligen skulle en självmordsscen förekomma i filmen, men avslogs. En sådan förekom dock i duons senare långfilm Vi fara till Sahara som kom ut 1939

## Rollista (i urval)
- Stan Laurel – Stan (Halvan)
- Oliver Hardy – Ollie (Helan)
- Walter Long – kaptenen
- Arthur Housman – den berusade sjömannen
- Mae Busch – den berusade sjömannens fru
- Baldwin Cooke – sjöman
- Sam Lufkin – sjöman
- Charlie Hall – sjöman
- Leo Willis – sjöman vid bord
- Harry Bernard – bartender[2]
- Ham Kinsey – stand-in för Stan Laurel
- Cy Slocum – stand-in för Oliver Hardy[1]